# 呉服町通

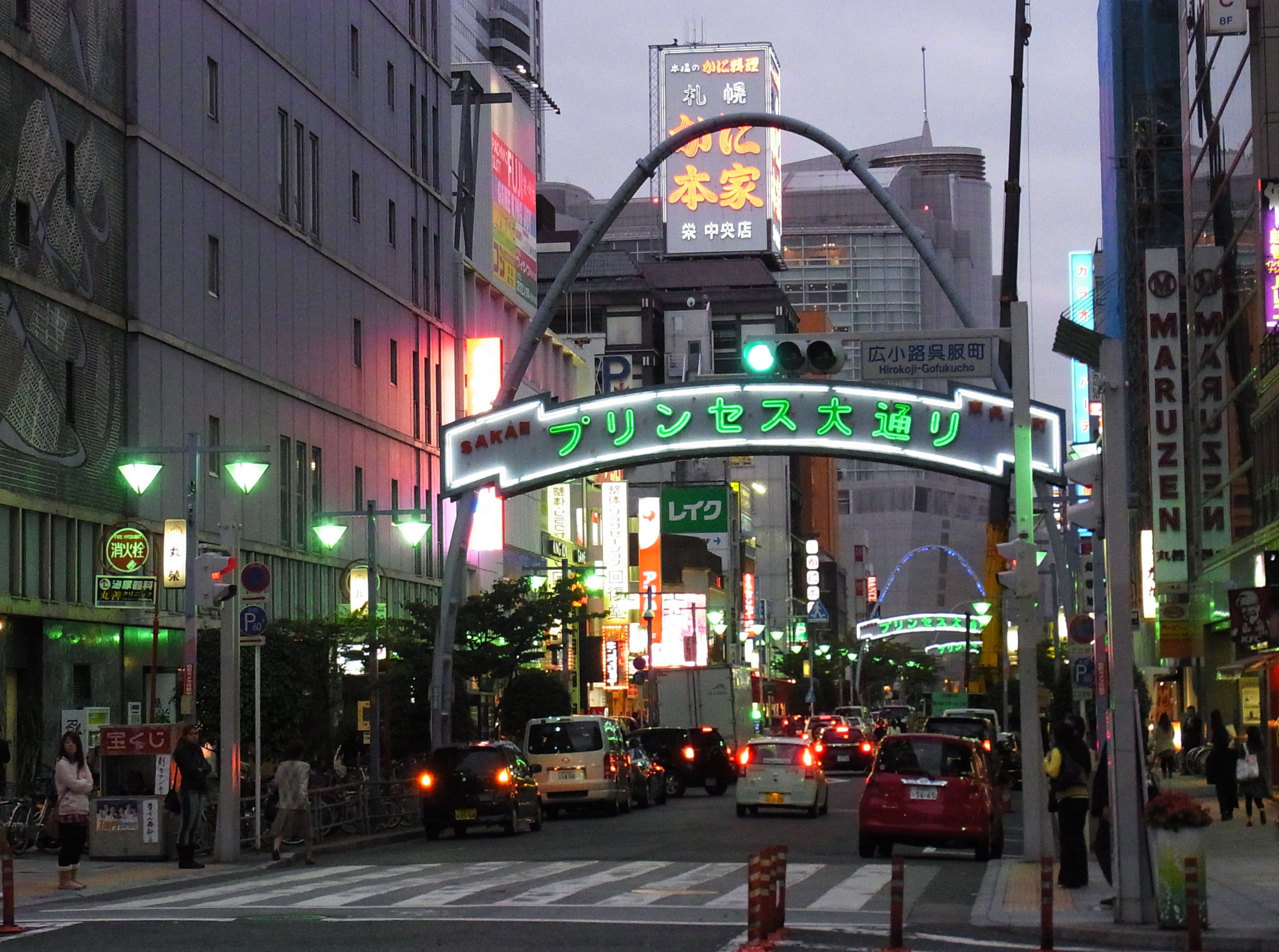
広小路通呉服町交差点から南方向のプリンセス大通り

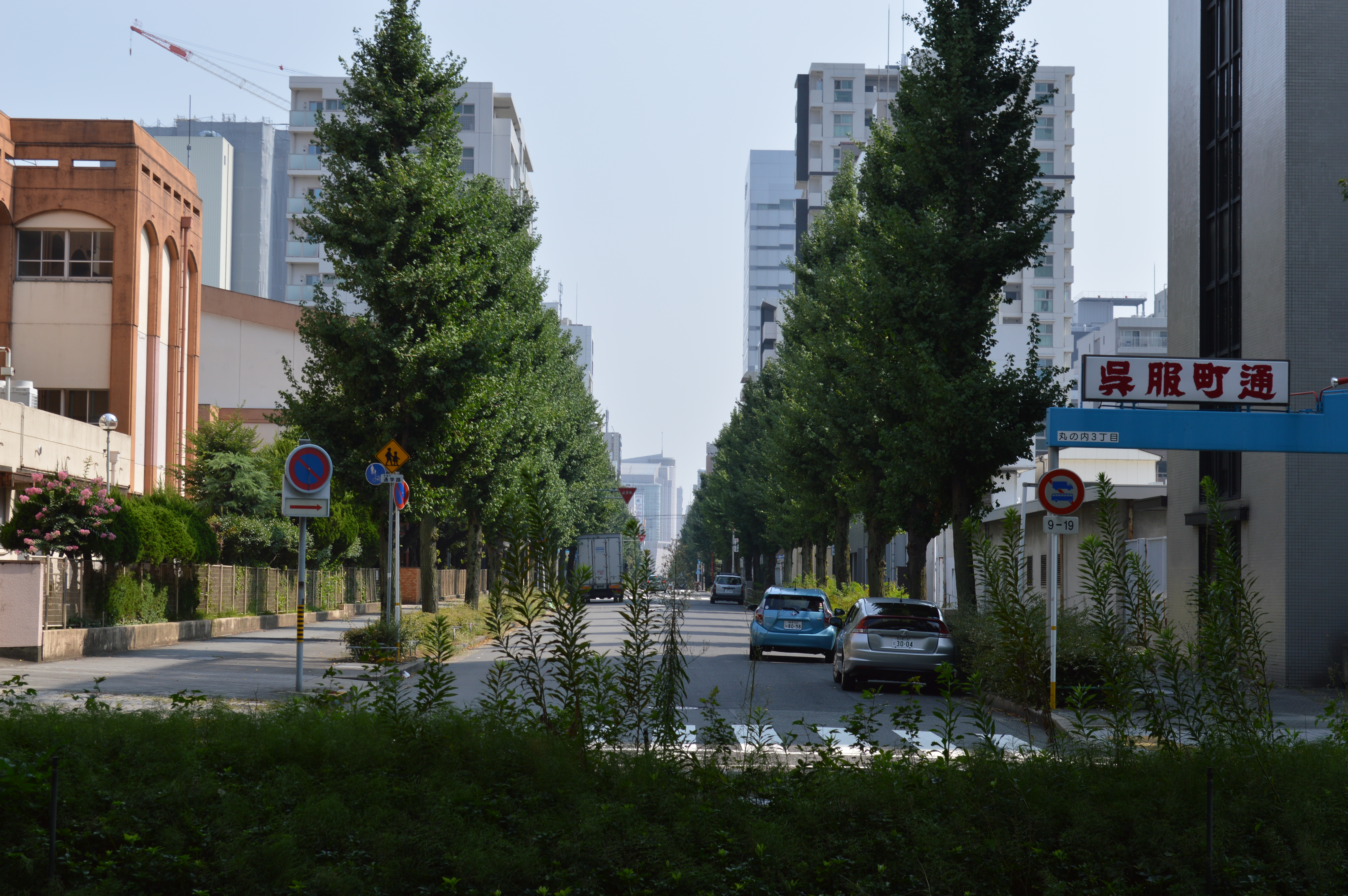
外堀通から南方向

呉服町通（ごふくちょうどおり）は、名古屋市中区を南北に走る通り。

## 概要
道路が碁盤の目状に区画された名古屋市中心部を南北に走る通りで、北端が外堀通、南端が若宮大通となる。南端の若宮大通と交わる栄三丁目・大須三丁目交差点から南は幅員が狭くなり、裏門前町通となる。西隣に七間町通が、東隣には伊勢町通が通っている。また、桜通から広小路通にかけては交互通行が可能だが、それ以外は南方向への一方通行となっている。
通りの名称の由来は、呉服町という町名が現在の丸の内三丁目の京町通から杉ノ町通までの2丁あったことから。また、広小路通から白川通にかけては皇太子妃美智子様のご成婚を祝し プリンセスミチコからプリンセス大通りという通称があり、車道を跨ぐようにアーチが架かった名古屋有数の歓楽街となっている。
外堀通から桜通にかけてはオフィス街で、企業の事務所などが多くある。桜通を越えると、錦三丁目（通称：錦三）に入り、飲食店や風俗店などがひしめく歓楽街となる。繁華街の錦通・広小路通周辺には、明治屋などの小売店がある。広小路通からプリンセス大通りに入ると、飲食店などが軒を連ねる。白川通から若宮大通にかけては、ナディアパークのほか、雑貨店や洋服店が点在する。

## 沿道の施設
- 日本郵政東海支社
- 名古屋市立名城小学校（現・名古屋市立丸の内小学校)
- 損保ジャパン名古屋ビル
- 名古屋銀行本店
- ホテルランドマーク名古屋
- 栄町ビル（名古屋国際ホテル）（解体済み）
- Maruei Galleria
- 明治屋名古屋栄ストアー（解体済み）
- プリンセスガーデンホテル
- 名古屋美術倶楽部
- ナディアパーク

## 交差する道路
- 交差点
  - 名称および括弧書きで信号と示してある交差点は、信号のある交差点。
  - 矢印で示した交差点は、その方向に一方通行となっている通り。
- 行
  - ∥：交互通行
  - ↓：南方向への一方通行

| 交差する道路                 | 交差点                              | 交差点       | 行 |
| ---------------------------- | ----------------------------------- | ------------ | -- |
| 外堀通                       |                                     | 丸の内三丁目 | ↓  |
| 京町通                       | →                                   | 丸の内三丁目 | ↓  |
| 上中通                       | →                                   | 丸の内三丁目 | ↓  |
| 魚ノ棚通                     | ←                                   | 丸の内三丁目 | ↓  |
| 杉ノ町通                     | →                                   | 丸の内三丁目 | ↓  |
| 桜通                         | 桜通呉服                            | 丸の内三丁目 | ↓  |
| 伝馬町通                     | ←                                   | 錦三丁目     | ∥  |
| 袋町通                       | （信号）                            | 錦三丁目     | ∥  |
| 本重町通                     | ←                                   | 錦三丁目     | ∥  |
| 錦通                         | 錦通呉服町                          | 錦三丁目     | ∥  |
| 広小路通                     | 広小路呉服町                        | 錦三丁目     | ∥  |
| 入江町通                     | →                                   | 栄三丁目     | ↓  |
| 三蔵通                       | （信号）                            | 栄三丁目     | ↓  |
| 白川通                       | （信号）←                           | 栄三丁目     | ↓  |
| 矢場町通                     | ←                                   | 栄三丁目     | ↓  |
| 若宮大通                     | 栄三丁目（東行） 大須三丁目（西行） | 栄三丁目     | ↓  |
| 裏門前町通：大須・東別院方面 |                                     |              |    |